# Philocasca antennata
Philocasca antennata là một loài Trichoptera trong họ Limnephilidae. Chúng phân bố ở miền Tân bắc.